# Гиоата, Жером
Жером Гиоата (фр. Jérôme Guihoata; 7 октября 1994, Яунде, Камерун) — камерунский футболист, защитник кипрской «Омонии (Арандипу)».

## Карьера

### Клубная
Гиоата — воспитанник Академии Яунде. Затем он присоединился к небольшому клубу «Мусанго» (Яунде). В профессиональном футболе дебютировал в 2013 году, выступая за «Тур», в которой провел один сезон, приняв участие в 11 матчах чемпионата, также играл за фарм-клуб. Впоследствии в 2014 году он перешёл в «Валансьен», откуда на один сезон он отдавался в аренду в «Ним». В 2006 году числился в «Кретее», однако матчей за клуб не провёл. В состав клуба «Паниониос» присоединился в 2016 году.

### Международная
В составе сборной Камеруна до 17 лет участвовал в турнире Монтегю и чемпионате африканских стран до 17 лет. В официальных матчах в составе национальной сборной Камеруна дебютировал в 2013 году. Участник Кубка африканских наций 2015 в Экваториальной Гвинее. Вошел в состав своей сборной для участия в Кубке конфедераций 2017 в России.